# Tentyria interrupta
Tentyria interrupta es una especie de escarabajo del género Tentyria, tribu Tentyriini, familia Tenebrionidae. Fue descrita científicamente por Latreille en 1807.
Se mantiene activa durante todos los meses del año excepto en septiembre.

## Descripción
Mide aproximadamente 15 milímetros de longitud.

## Distribución y hábitat
Se distribuye por Francia y España. Habita generalmente en dunas y terrenos arenosos.